# Gambialoa kashmirensis
Gambialoa kashmirensis är en insektsart som först beskrevs av M. Firoz Ahmed 1969.  Gambialoa kashmirensis ingår i släktet Gambialoa och familjen dvärgstritar. Inga underarter finns listade i Catalogue of Life.